# Юїнг (Вірджинія)
Юїнг (англ. Ewing) — переписна місцевість (CDP) в США, в окрузі Лі штату Вірджинія. Населення — 381 особа (2020).

## Географія
Юїнг розташований за координатами 36°38′15″ пн. ш. 83°25′46″ зх. д. / 36.63750° пн. ш. 83.42944° зх. д. (36.637465, -83.429466).  За даними Бюро перепису населення США в 2010 році переписна місцевість мала площу 9,75 км², з яких 9,75 км² — суходіл та 0,01 км² — водойми.

## Демографія
Згідно з переписом 2010 року, у переписній місцевості мешкало 439 осіб у 189 домогосподарствах у складі 123 родин. Густота населення становила 45 осіб/км².  Було 222 помешкання (23/км²).
Расовий склад населення:
| - 99,8 % — білих |

До двох чи більше рас належало 0,2 %. Частка іспаномовних становила 0,0 % від усіх жителів.
За віковим діапазоном населення розподілялося таким чином: 22,6 % — особи молодші 18 років, 61,7 % — особи у віці 18—64 років, 15,7 % — особи у віці 65 років та старші. Медіана віку мешканця становила 41,6 року. На 100 осіб жіночої статі у переписній місцевості припадало 90,0 чоловіків;  на 100 жінок у віці від 18 років та старших — 86,8 чоловіків також старших 18 років.
За межею бідності перебувало 47,5 % осіб, у тому числі 81,8 % дітей у віці до 18 років та 40,6 % осіб у віці 65 років та старших.
Цивільне працевлаштоване населення становило 106 осіб. Основні галузі зайнятості: роздрібна торгівля — 28,3 %, виробництво — 28,3 %, освіта, охорона здоров'я та соціальна допомога — 24,5 %.